# Zhangfeng
Zhangfeng (kinesiska: 章缝镇, 章缝) är en köping i Kina. Den ligger i provinsen Shandong, i den östra delen av landet, omkring 180 kilometer sydväst om provinshuvudstaden Jinan. Antalet invånare är 35603. Befolkningen består av 18 074 kvinnor och 17 529 män. Barn under 15 år utgör 22,0 %, vuxna 15-64 år 66 %, och äldre över 65 år 11,0 %.
Genomsnittlig årsnederbörd är 685 millimeter. Den regnigaste månaden är juli, med i genomsnitt 197 mm nederbörd, och den torraste är januari, med 3 mm nederbörd.